# Konotop
Konotop (em ucraniano:  Конотоп) é uma cidade da Ucrânia, situada no Oblast de Sumy. Tem 43,78 km² de área e sua população em 2020 foi estimada em 85.603 habitantes.